# By the Grace of God (canção)
"By the Grace of God" é uma canção da artista musical estadunidense Katy Perry contida em seu quarto álbum de estúdio Prism (2013). Composta e produzida pela própria com o auxílio de Greg Wells, Perry começou a escrever as letras após o seu divórcio com o comediante britânico Russell Brand, as quais relatam um momento de sua vida em que estava deitada no chão do banheiro lutando contra pensamentos suicidas. Embora outras canções do disco tratem sobre rompimentos, a cantora ressaltou que apenas esta é sobre o fim de seu casamento.
Musicalmente, "By the Grace of God" é uma balada de pop rock com influências da música cristã contemporânea. Suas letras autobiográficas aludem superação de pensamentos suicidas de Perry após o colapso de seu casamento. A faixa recebeu revisões geralmente positivas da mídia especializada, a qual notou a sua força e vulnerabilidade. Após o lançamento do disco, o tema conseguiu entrar nas tabelas dos Estados Unidos e do Reino Unido. A artista apresentou a música pela primeira vez em 30 de setembro de 2013 durante o iTunes Festival, acompanhada por Wells no palco.

## Antecedentes
Em janeiro de 2012, Perry divorciou-se do comediante britânico Russell Brand, com quem manteve um casamento de catorze meses. Em entrevista a publicação Interview, a intérprete relatou que estava "olhando para a frente" e que tem "muito a dizer" em seu futuro material, acrescentando: "Eu imagino que meu próximo álbum talvez seja um pouco mais do que uma aventura artística, mas não significa que eu esteja sabotando a mim mesma e ainda pensando, 'Eu vou fazer algo maluco que ninguém vai entender'". Três meses depois, ela antecipou ao The Sun que este projeto seria "verdadeiramente obscuro", e que essa mudança de estilo viria de sua separação, acrescentando: "Minha música está prestes a ser bastante escura. Você nunca vai ver o meu rosto, porque o meu cabelo vai estar nele." Apesar destas declarações, a artista contrapôs em agosto de 2013 que não haveria nenhuma obscuridade no registro, e por causa desta mudança ela decidiu intitulá-lo de Prism, explicando: "Eu finalmente deixei a luz entrar e então pude criar estas músicas que foram inspiradas por este acontecimento e fazer uma auto-reflexão e apenas trabalhar em mim mesma."
Perry começou a escrever "By the Grace of God" após o seu divórcio com Brand, da qual conta um momento de sua vida em que estava deitada no chão do banheiro lutando contra pensamentos suicidas: "Essa música evidencia o quão foi realmente difícil até certa altura. Eu cheguei a perguntar a mim mesma: 'Eu quero resistir a isso? Devo continuar vivendo?'", revelou a revista Billboard. Embora outras faixas de Prism tratem sobre fins de relacionamentos, como "Ghost", a artista desmentiu a U On Sunday que esta última seja sobre Brand: "Isso é o engraçado — 'Ghost' não é sobre esse capítulo da minha vida. As pessoas pensam que certas canções são a respeito de certas pessoas e há apenas uma música sobre esse período da minha vida que é 'By the Grace of God'. Todo o restante do disco é acerca do meu presente."

## Composição
"By the Grace of God" é uma balada pop rock de andamento mediano que incorpora elementos da música cristã contemporânea, com uma duração máxima de quatro minutos e vinte e sete segundos. Sua instrumentação é constituída através do uso de baterias, piano e sintetizadores. De acordo com a partitura publicada pela Alfred Publishing Co., Inc., a música está composta na tonalidade de si bemol maior e no tempo de assinatura comum infundida no metrônomo de oitenta e duas batidas por minuto. O alcance vocal de Perry abrange mais de uma oitava entre as notas de si♭3 à de Ré5. Liricamente, a obra referência-se aos pensamentos suicidas que Perry teve deitada no chão do banheiro, logo após o colapso de seu casamento: "Pensei que eu não era o suficiente / Descobri que não sou tão forte / Deitada no chão do banheiro / Estávamos vivendo em um linha de falha / E eu achava que a culpa era minha / Não aguentava mais." Nos versos seguintes, ela levanta-se do assoalho e decidi ficar: "Não podia deixar o amor me levar desse jeito." A artista comentou sobre as linhas da faixa para a revista Entertainment Weekly: "As letras são bem exatas e autobiográficas. É assim que eu escrevo. Mas tem uma coisa nos versos é que você pode ouvir-me encontrando a minha força durante a canção. Começa-se muito fraca e, em seguida, eu meio que me imponho e digo: "Não!"

## Crítica profissional
Sal Cinquemani, da Slant Magazine, comentou que "By the Grace of God" é "reveladoramente, a única balada tradicional do disco, uma sentimental declaração de autorrealização ao estilo de Paula Cole que nos remonta aos dias em que saudáveis Katie Holmes e James Van Der Beek ainda banhavam-se inocentemente em uma praia." Angela Cheng, do portal Examiner, afirmou que a canção e "Spiritual" foram "obviamente inspiradas pela educação espiritual de Perry", evidenciando que "ela canta com todo o seu coração nestas músicas e as letras são muito instigantes." Enquanto analisava Prism para o site musicOMH, Philip Matusavage observou que "quando chegamos nos vislumbres da prometida 'obscuridade', [...] como a vulnerável e forte 'By the Grace of God', os resultados são realmente envolventes; o fato desta ser o destaque do álbum e ser única composta por menos de três pessoas indica o que Katy deve fazer da próxima vez." Greg Kot, do Chicago Tribune, acentuou que, juntamente com "Ghost", o tema "abre espaço para sua vulnerabilidade infiltrar-se".
Jason Lipshutz, da revista Billboard, notou que "By The Grace of God" "obviamente, não é a aposta pra as rádios que seus fãs estão acostumados a ouvir, mas é fundamental para aqueles que tentam entender a mentalidade de Prism." Mesfin Fekadu, do ABC News, opinou que a faixa e sua predecessora "Double Rainbow" não conseguem "encerrar o material com chave de ouro": "Elas são boas, mas poderiam ser melhores se Perry não se contivesse e explorasse mais lirica e sonoramente." Chris Bosman, do portal Consequence of Sound, concordou que ambas as obras de desfecho poderiam destacar-se mais "se não fossem obrigadas a acotovelarem-se, roubando, assim, o momento e impacto uma da outra." Jon Dolan, da revista Rolling Stone, considerou os versos "Agradeço a minha irmã por manter a minha cabeça acima da água / Quando encarar a verdade era como engolir areia" comparáveis ás composições de Alanis Morissette. Randall Roberts, do Los Angeles Times qualificou a canção como "cósmica" e ressaltou que "Perry e a melodia flutuam como balões vermelhos."

## Apresentações ao vivo
"By the Grace of God" foi apresentada pela primeira vez durante o iTunes Festival, ocorrido em 30 de setembro de 2013, em Londres. Perry cantou a faixa acompanhada pelo produtor Greg Wells, que executou o piano. A artista interpretou a balada novamente durante a festa de lançamento de Prism, em 22 de outubro seguinte, no iHeartRadio Theater em Los Angeles, juntamente com outras quatro canções do disco.

## Desempenho nas tabelas musicais

### Posições
| Tabela musical (2013)                   | Melhor posição |
| --------------------------------------- | -------------- |
| Estados Unidos (Bubbling Under Hot 100) | 10             |
| Reino Unido (UK Singles Chart)          | 179            |